# پل بوئنتلو
پل بوئنتلو (انگلیسی: Paul Buentello؛ زادهٔ ۱۶ ژانویهٔ ۱۹۷۴) ورزشکار هنرهای رزمی ترکیبی اهل ایالات متحده آمریکا است.